# Australië op de Olympische Zomerspelen 1952
Australië nam deel aan de Olympische Zomerspelen 1952 in Helsinki, Finland. Met zes keer goud werd het oude Australische record van drie stuks ruim overtroffen.

## Medailles
| Sport         | Olympiër | Discipline         | Medaille |
| ------------- | --- | ------------------ | -------- |
| Atletiek      | Marjorie Jackson | 100m (v)           | Goud     |
| Atletiek      | Marjorie Jackson | 200m (v)           | Goud     |
| Atletiek      | Shirley Strickland | 80m horden (v)     | Goud     |
| Wielersport   | Russell Mockridge | tijdrit (m)        | Goud     |
| Wielersport   | Lionel Cox Russell Mockridge                                                                                                   | tandem (m)         | Goud     |
| Zwemmen       | John Davies | 200m schoolslag(m) | Goud     |
|               | |                    |          |
| Roeien        | Mervyn Wood | skiff (m)          | Zilver   |
| Wielersport   | Lionel Cox | sprint (m)         | Zilver   |
|               | |                    |          |
| Atletiek      | Shirley Strickland | 100m (v)           | Brons    |
| Gewichtheffen | Verdi Barberis | -67,5kg (m)        | Brons    |
| Roeien        | David Anderson Ernest Chapman Phil Cayzer Tom Chessell Mervyn Finlay Nimrod Greenwood Edward Pain Bob Tinning Geoff Williamson | acht (m)           | Brons    |

## Deelnemers en resultaten

### Atletiek
| Olympiër                                                          | Discipline            | Resultaat | Prestatie                                                                                             |
| ----------------------------------------------------------------- | --------------------- | --------- | --- |
| John Bartram                                                      | 100m (m)              | 6e        | serie 1: 1e in 10,92 kwartfinale 1: 2e in 10,84 halve finale 2: 3e in 10,76 finale: 6e in 10,91       |
| Edwin Carr                                                        | 200m (m)              | 15e       | serie 17: 1e in 22,19 kwartfinale 3: 3e in 21,98                                                      |
| John Treloar                                                      | 200m (m)              | DNF       | serie 18: 1e in 21,75 kwartfinale 6: 1e in 21,86 halve finale 2: niet gefinisht                       |
| Edwin Carr                                                        | 400m (m)              | 23e       | serie 1: 3e in 48,23                                                                                  |
| Morris Curotta                                                    | 400m (m)              | 15e       | serie 7: 2e in 48,87 kwartfinale 2: 4e in 48,86                                                       |
| Don MacMillan                                                     | 800m (m)              | 23e       | serie 5: 3e in 1.55,0 halve finale 1: 8e in 1.58,4                                                    |
| John Landy                                                        | 1500m (m)             | 33e       | serie 4: 5e in 3.57,0                                                                                 |
| Don MacMillan                                                     | 1500m (m)             | 9e        | serie 1: 4e in 3.52,0 halve finale 1: 3e in 3.50,8 finale: 9e in 3.49,6                               |
| John Landy                                                        | 5000m (m)             | 33e       | serie 1: 10e in 14.56,4                                                                               |
| Les Perry                                                         | 5000m (m)             | 6e        | serie 3: 4e in 14.27,0 finale: 6e in 14.23,6                                                          |
| Les Perry                                                         | 10000m (m)            | DNF       | niet gefinisht                                                                                        |
| Ken Doubleday                                                     | 110m horden (m)       | 5e        | serie 4: 1e in 14,5 halve finale 1: 3e in 14,5 finale: 5e in 14,82                                    |
| Ray Weinberg                                                      | 110m horden (m)       | 6e        | serie 5: 1e in 14,4 halve finale 2: 3e in 14,5 finale: 6e in 15,15                                    |
| Ken Doubleday                                                     | 400m horden (m)       | 24e       | serie 2: 3e in 55,4 kwartfinale 3: 6e in 1.00,02                                                      |
| Edwin Carr Morris Curotta Ken Doubleday Ray Weinberg              | 4x100m (m)            | 16e       | serie 2: 5e in 42,3                                                                                   |
| Edwin Carr Morris Curotta Ken Doubleday Ray Weinberg              | 4x400m (m)            | 13e       | serie 3: 5e in 3.16,00                                                                                |
| Robert Prentice                                                   | marathon (m)          | 37e       | 2:43.13,4                                                                                             |
| Claude Smeal                                                      | marathon (m)          | 45e       | 2:52.23,0                                                                                             |
| Don Keane                                                         | 10km snelwandelen (m) | 10e       | serie 1: 5e in 46.55,2 finale: 10e in 47.37,0                                                         |
| Pat Leane                                                         | verspringen (m)       | 24e       | kwalificatie groep B: 13e met 6,40m                                                                   |
| Pat Leane                                                         | hoogspringen (m)      | 24e       | kwalificatie groep A: 12e met 1,87m finale: 24e met 1,80m                                             |
| Ian Reed                                                          | discuswerpen (m)      | 21e       | kwalificatie groep B: 13e met 45,00m                                                                  |
| Pat Leane                                                         | tienkamp (m)          | DNF       | 100m: 22e in 11,82 (623 punten) verspringen: 28e met 5,22m (341 punten) kogelstoten: niet gestart     |
|                                                                   |                       |           | |
| Winsome Cripps                                                    | 100m (v)              | 4e        | serie 1: 1e in 12,0 kwartfinale 3: 3e in 12,1 halve finale 1: 2e in 12,0 finale: 4e in 12,0           |
| Marjorie Jackson                                                  | 100m (v)              | Goud      | serie 8: 1e in 11,6 kwartfinale 1: 1e in 11,6 halve finale 1: 1e in 11,5 (WR) finale: 1e in 11,5 (WR) |
| Shirley Strickland                                                | 100m (v)              | Brons     | serie 9: 1e in 12,0 kwartfinale 4: 3e in 12,0 halve finale 2: 2e in 11,9 finale: 3e in 11,9           |
| Winsome Cripps                                                    | 200m (v)              | 4e        | serie 6: 2e in 24,4 halve finale 2: 2e in 24,3 finale: 4e in 24,2                                     |
| Marjorie Jackson                                                  | 200m (v)              | Goud      | serie 3: 1e in 23,6 (WR) halve finale 1: 1e in 23,4 (WR) finale: 1e in 23,7 (WR)                      |
| Shirley Strickland                                                | 80m horden (v)        | Goud      | serie 1: 1e in 11,0 (OR) halve finale 1: 1e in 10,8 finale: 1e in 10,9 (WR)                           |
| Winsome Cripps Marjorie Jackson Verna Johnston Shirley Strickland | 4x100m (v)            | 5e        | serie 1: 1e in 46,1 (WR) finale: 5e in 46,6                                                           |
| Verna Johnston                                                    | verspringen (v)       | 8e        | kwalificatie groep A: 3e in 5,58m finale: 8e met 5,74m                                                |

### Boksen
| Olympiër             | Discipline  | Resultaat | Prestatie                                                                            |
| -------------------- | ----------- | --------- | ------------------------------------------------------------------------------------ |
| Ronald Charles Gower | -54kg (m)   | 17e       | 1e ronde: V van POL Niedzwiedzki: technische knock-out                               |
| Donald McDonnell     | -57kg (m)   | 17e       | 1e ronde: V van GER Rth: 1-2                                                         |
| Norman Jones         | -63,5kg (m) | 17e       | 1e ronde: V van URS Mednov: technische knock-out                                     |
| Anthony Madigan      | -75kg (m)   | 5e        | 1e ronde: vrij 2e ronde: W van URS Siljtshev: 2-1 kwartfinale: V van SWE Sjölin: 0-3 |
| Carl Fitzgerald      | +81kg (m)   | 9e        | 1e ronde: vrij 2e ronde: V van TCH Natuka: 0-3                                       |

### Gewichtheffen
| Olympiër       | Discipline  | Resultaat | Prestatie                                                                            |
| -------------- | ----------- | --------- | ------------------------------------------------------------------------------------ |
| Verdi Barberis | -67,5kg (m) | Brons     | drukken: 1e met 105kg trekken: 6e met 105kg stoten: 2e met 140kg totaal: 350kg       |
| Fred Giffin    | -75kg (m)   | 15e       | drukken: 7e met 107,5kg trekken: 15e met 100kg stoten: 16e met 127,5kg totaal: 335kg |
| Ken McDonald   | -90kg (m)   | 6e        | drukken: 11e met 107,5kg trekken: 2e met 125kg stoten: 5e met 152,5kg totaal: 385kg  |

### Moderne vijfkamp
| Olympiër      | Discipline | Resultaat | Prestatie |
| ------------- | ---------- | --------- | --- |
| Ronald Faulds | mannen     | 25e       | paardrijden: 13e in 10.14,2 schermen: 45e met 16 overwinningen schietsport: 21e met 180 punten 300m vrije slag: 10e in 4.31,0 4000m: 34e in 16.35,2 totaal: 123 punten |

### Roeien
| Olympiër | Discipline      | Resultaat | Prestatie                                                                                          |
| --- | --------------- | --------- | -------------------------------------------------------------------------------------------------- |
| Mervyn Wood | skiff (m)       | Zilver    | serie 2: 1e in 7.44,1 halve finale 1: 2e in 8.02,5 herkansingen: 1e in 7.45,5 finale: 2e in 8.14,5 |
| Murray Riley John Rogers | dubbel-twee (m) | 8e        | serie 4: 3e in 7.16,7 herkansingen: 1e in 7.03,0 herkansingen 2: 3e in 7.13,1                      |
| Vic Middleton Don Palmer | twee-zonder (m) | 9e        | serie 2: 1e in 8.06,4 halve finale 1: 2e in 7.46,8 herkansingen: 3e in 7.50,5                      |
| David Anderson Ernest Chapman Phil Cayzer Tom Chessell Mervyn Finlay Nimrod Greenwood Edward Pain Bob Tinning Geoff Williamson | acht (m)        | Brons     | serie 1: 2e in 6.07,2 halve finale 2: 3e in 6.44,5 herkansingen: 1e in 6.09,6 finale: 3e in 6.33,1 |

### Schermen
| Olympiër                                            | Discipline      | Resultaat | Prestatie                                                                         |
| --------------------------------------------------- | --------------- | --------- | --------------------------------------------------------------------------------- |
| John Fethers                                        | degen (m)       | 25e       | 1e ronde groep 8: 4e met 3 overwinningen 2e ronde groep 5: 5e met 4 overwinningen |
| Ivan Lund                                           | degen (m)       | 38e       | 1e ronde groep 5: 1e met 5 overwinningen 2e ronde groep 3: 8e met 1 overwinning   |
| Charles Stanmore                                    | degen (m)       | 72e       | 1e ronde groep 4: 8e met 1 overwinning                                            |
| John Fethers Jock Gibson Ivan Lund Charles Stanmore | degen team (m)  | 13e       | 1e ronde groep 5: 3e met 0 overwinningen                                          |
| John Fethers                                        | floret (m)      | 36e       | 1e ronde groep 5: 4e met 5 overwinningen 2e ronde groep 6: 6e met 2 overwinningen |
| Jock Gibson                                         | floret (m)      | 51e       | 1e ronde groep 3: 6e met 1 overwinning 2e ronde groep 3: 8e met 1 overwinning     |
| Ivan Lund                                           | floret (m)      | 42e       | 1e ronde groep 2: 5e met 3 overwinningen                                          |
| John Fethers Jock Gibson Ivan Lund Charles Stanmore | floret team (m) | 11e       | 1e ronde groep 4: 3e met 0 overwinningen                                          |
| John Fethers                                        | sabel (m)       | 51e       | 1e ronde groep 4: 6e met 2 overwinningen                                          |
| Jock Gibson                                         | sabel (m)       | 58e       | 1e ronde groep 2: 7e met 2 overwinningen                                          |
| Ivan Lund                                           | sabel (m)       | 63e       | 1e ronde groep 1: 8e met 2 overwinningen                                          |
| John Fethers Jock Gibson Ivan Lund Charles Stanmore | sabel team (m)  | 13e       | 1e ronde groep 3: 3e met 0 overwinningen                                          |
|                                                     |                 |           |                                                                                   |
| Patricia Norford                                    | floret (v)      | 34e       | 1e ronde groep 3: 6e met 0 overwinningen n                                        |
| Catherine Pym                                       | floret (v)      | 29e       | 1e ronde groep 5: 5e met 1 overwinning                                            |

### Schoonspringen
| Olympiër       | Discipline    | Resultaat | Prestatie                          |
| -------------- | ------------- | --------- | ---------------------------------- |
| Ronald Faulds  | 3m plank (m)  | 24e       | kwalificatie: 24e met 59,90 punten |
| Francis Murphy | 3m plank (m)  | 34e       | kwalificatie: 34e met 48,42 punten |
| Francis Murphy | 10m toren (m) | 21e       | kwalificatie: 21e met 64,10 punten |

### Waterpolo
| Olympiër | Discipline | Resultaat | Prestatie                                                                |
| --- | ---------- | --------- | ------------------------------------------------------------------------ |
| Osvaldo Codaro Luis Díez Luis González Rubén Maidana Roberto Marino Luis Normandín Mario Sebastián Ladislao Szabo Carlos Visentín Marcelo Visentín | mannen     | 17e       | 1e voorronde: V van Joegoslavië: 2-1 2e voorronde: V van Oostenrijk: 0-6 |

### Wielersport
| Olympiër                                     | Discipline               | Resultaat | Prestatie                                                                                   |
| Baan                                         | Baan                     | Baan      | Baan                                                                                        |
| -------------------------------------------- | ------------------------ | --------- | ------------------------------------------------------------------------------------------- |
| Russell Mockridge                            | tijdrit (m)              | Goud      | 1.11,1                                                                                      |
| Lionel Cox                                   | sprint (m)               | Zilver    | serie 1: 1e in 12,9 kwartfinale 1: 1e in 12,5 halve finale 2: 1e in 11,6 finale: 2e         |
| Lionel Cox Russell Mockridge                 | tandem (m)               | Goud      | serie 7: 1e in 11,4 kwartfinale 3: 1e in 11,1 halve finale 1: 1e in 11,0 finale: 1e in 11,0 |
| Ken Caves Peter Nelson Jim Nevin Peter Pryor | ploegenachtervolging (m) | 17e       | kwalificatie: 17e in 5.11,1                                                                 |
| Weg                                          |                          |           |                                                                                             |
| Ken Caves                                    | wegwedstrijd (m)         | DNF       | niet gefinisht                                                                              |
| Peter Nelson                                 | wegwedstrijd (m)         | DNF       | niet gefinisht                                                                              |
| Jim Nevin                                    | wegwedstrijd (m)         | 35e       | 5:22.33,6                                                                                   |
| Peter Pryor                                  | wegwedstrijd (m)         | 34e       | 5:22.33,5                                                                                   |
| Ken Caves Peter Nelson Jim Nevin Peter Pryor | wegwedstrijd team (m)    | DNF       | niet gefinisht                                                                              |

### Worstelen
| Olympiër             | Discipline  | Resultaat   | Prestatie                                                                                          |
| Vrije stijl          | Vrije stijl | Vrije stijl | Vrije stijl                                                                                        |
| -------------------- | ----------- | ----------- | -------------------------------------------------------------------------------------------------- |
| Richard John Elliott | -62kg (m)   | 16e         | 1e ronde: V van ARG Mammana: 0-3 2e ronde: V van USA Henson                                        |
| Dick Garrard         | -67kg (m)   | 11e         | 1e ronde: W van IRL Vard: 3-0 2e ronde: W van ARG Blasi: 3-0 3e ronde: V van JPN Shimotori: 0-3    |
| Bevan Scott          | -73kg (m)   | 10e         | 1e ronde: W van GBR Irvine: 3-0 2e ronde: W van FRA Leclerc: 2-1 3e ronde: V van IRI Mjtabavi: 0-3 |
| Kevin Coote          | -87kg (m)   | 11e         | 1e ronde: V van SWE Palm: 0-3 2e ronde: V van IRI Zandi: 0-3                                       |

### Zeilen
| Olympiër                                                   | Discipline | Resultaat | Prestatie                            |
| ---------------------------------------------------------- | ---------- | --------- | ------------------------------------ |
| Peter Attrill                                              | finn (m)   | 22e       | 2013 punten (11-18-DNF-10-18-DNF-15) |
| Barton Harvey Kevin Robert Wilson                          | star (m)   | 18e       | 1575 punten (14-20-8-18-19-12-20)    |
| Jock Sturrock Douglas Raymond Buxton Bevan James Worcester | dragon (m) | 12e       | 1916 punten (10-14-5-10-12-12-14)    |

### Zwemmen
| Olympiër                                             | Discipline           | Resultaat | Prestatie                                                                    |
| ---------------------------------------------------- | -------------------- | --------- | ---------------------------------------------------------------------------- |
| Rex Aubrey                                           | 100m vrije slag(m)   | 29e       | serie 3: 1e in 58,2 halve finale 3: 2e in 10,76 finale: 6e in 58,70          |
| Frank O'Neill                                        | 100m vrije slag(m)   | 6e        | serie 2: 4e in 1.00,6                                                        |
| Garrick Agnew                                        | 400m vrije slag(m)   | 24e       | serie 6: 3e in 4.55,5                                                        |
| John Marshall                                        | 400m vrije slag(m)   | 15e       | serie 7: 4e in 4.46,8 halve finale 2: 4e in 4.50,3                           |
| Garrick Agnew                                        | 1500m vrije slag(m)  | 24e       | serie 2: 4e in 20.03,8                                                       |
| John Marshall                                        | 1500m vrije slag(m)  | 8e        | serie 6: 2e in 19.09,2 finale: 8e in 19.53,4                                 |
| Frank O'Neill                                        | 100m rugslag(m)      | 21e       | serie 6: 5e in 1.10,5                                                        |
| John Davies                                          | 200m schoolslag(m)   | Goud      | serie 2: 1e in 2.39,7 halve finale 1: 1e in 2.36,8 finale: 1e in 2.34,4 (OR) |
| David Hawkins                                        | 200m schoolslag(m)   | 10e       | serie 4: 2e in 2.41,2 halve finale 2: 6e in 2.39,8                           |
| Garrick Agnew Rex Aubrey John Marshall Frank O'Neill | 4x200m vrije slag(m) | 9e        | serie 1: 3e in 9.01,4                                                        |
|                                                      |                      |           |                                                                              |
| Marjorie McQuade                                     | 100m vrije slag (v)  | 12e       | serie 6: 2e in 1.07,9 halve finale 1: 7e in 1.08,2                           |
| Denise Norton                                        | 100m vrije slag (v)  | 28e       | serie 4: 5e in 1.11,8                                                        |
| Judy Davies                                          | 400m vrije slag (v)  | 10e       | serie 2: 3e in 5.21,2 halve finale 1: 6e in 5.25,6                           |
| Denise Norton                                        | 400m vrije slag (v)  | 14e       | serie 5: 4e in 5.28,5 halve finale 2: 7e in 5.30,9                           |
| Nancy Lyons                                          | 200m schoolslag (v)  | 15e       | serie 2: 2e in 3.04,4 halve finale 1: 8e in 3.05,6                           |

Argentinië · Australië · Bahama's · België · Bermuda · Birma · Brazilië · Brits-Guiana · Bulgarije · Canada · Ceylon · Chili · China · Cuba · Denemarken · Duitsland · Egypte · Filipijnen · Finland · Frankrijk · Goudkust · Griekenland · Groot-Brittannië · Guatemala · Hongarije · Hongkong · Ierland · IJsland · India · Indonesië · Iran · Israël · Italië · Jamaica · Japan · Joegoslavië · Libanon · Liechtenstein · Luxemburg · Mexico · Monaco · Nederland · Nederlandse Antillen · Nieuw-Zeeland · Nigeria · Noorwegen · Oostenrijk · Pakistan · Panama · Polen · Portugal · Puerto Rico · Roemenië · Saarland · Singapore ·  Sovjet-Unie · Spanje · Thailand · Trinidad en Tobago · Tsjecho-Slowakije · Turkije · Uruguay · Venezuela · Verenigde Staten · Vietnam · Zuid-Afrika · Zuid-Korea · Zweden · Zwitserland